# Liste der Naturdenkmale in Brensbach
Die Liste der Naturdenkmale in Brensbach nennt die im Gebiet der Gemeinde Brensbach im Odenwaldkreis in Hessen gelegenen Naturdenkmale.
| Bild            | Bezeichnung                 | Ortsteil, Lage                            | Beschreibung | Art          | Nr.     |
| --------------- | --------------------------- | ----------------------------------------- | --- | ------------ | ------- |
| Fotos hochladen | Karl-Schäfer-Eiche          | Brensbach 49° 45′ 53,2″ N, 8° 53′ 21″ O   | Höhe ca. 14 m, Stammumfang 2 m. Gepflanzt 1901 zu Ehren des Brensbacher Heimatdichters Karl Schäfer. Auf der Höhe südlich von Brensbach, etwa 120 Meter westlich der „Sechs Eichen“ | Traubeneiche | 437.101 |
| Fotos hochladen | Sechs Eichen (Galgeneichen) | Brensbach 49° 45′ 54,9″ N, 8° 53′ 28,7″ O | Höhe ca. 15 m, Umfänge 1,60 bis 2,30 m. Wirken von weitem wie ein großer Baum. Auf der Höhe südlich von Brensbach, etwa 120 Meter östlich der „Karl-Schäfer-Eiche“                  | Stieleiche   | 437.102 |
| Fotos hochladen | Kastanie am Pfarrberg       | 49° 46′ 33,2″ N, 8° 51′ 49,7″ O           | ca. 150 Jahre alte Rosskastanie, Höhe 25 m, Stammumfang 2,95 m | Rosskastanie | 437.103 |
| Fotos hochladen | Zwillingsbuchen             | 49° 46′ 9,5″ N, 8° 51′ 15,8″ O            | Höhe 25 m, Stammumfang 1,95 m | Rotbuche     | 437.104 |

## Belege
1. ↑  
Kreisausschuss des Odenwaldkreises (Hrsg.): Naturdenkmale im Odenwaldkreis. Text: Uwe Krause, Fotos: Hugo Friedel u. a. 124 S. November 1995.
2. ↑  
Naturdenkmale im Odenwaldkreis in Google Maps, abgerufen am 7. April 2020.

- Karte mit allen Koordinaten:
- OSM |
- WikiMap